# 日阿
日阿（にちあ、生年不詳 - 応永14年3月10日（1407年4月17日））は、日蓮正宗総本山大石寺第7世法主。

## 略歴
- 応永13年6月4日（1406年6月19日）、6世日時の死去により、7世日阿として登座す。
- 応永14年3月10日（1407年4月17日）、死去した。

## 伝説
- 日阿については、詳細は不明であるが、一説には僧ではなく入道であったといわれる。
- 17世日精の「富士門家中見聞」には「伝説によると、日阿上人は貫主の代官であって、正式な貫主ではないとのことだが、私（日精）には正式な貫主であったようにも思われる」と伝えられている。
- 31世日因の伝える「日有上人物語佳跡聴聞」によると、日阿は日時に随順し出家学道していた会津在住の日影を呼んだが、日阿は日影の到着をまたずに死去してしまった。このとき日阿は在家である柚野浄蓮に相承箱を預け管理させたと言われている。

| 先代 日時 | 大石寺住職一覧 | 次代 日影 |